# Campeonato de Euskadi del Cuatro y Medio 2001
La XIII edición del Campeonato de Euskadi del Cuatro y Medio, competición de pelota vasca en la variante de pelota mano profesional de primera categoría, se disputó en el año 2001. Fue organizada conjuntamente por Asegarce y ASPE, las dos principales empresas dentro del ámbito profesional de la pelota a mano. Cada empresa organizó un campeonato paralelo cruzándose los finalistas de cada empresa en las semifinales.
Abel Barriola fue el campeón, después de vencer por 22-10 a Patxi Eugi en la final disputada en el Frontón Ogueta de Vitoria el día 23 de diciembre de 2001.

## Primera ronda de Asegarce
| Fecha    | Frontón y localidad           | Rojo       | Azul    | Tanteo |
| -------- | ----------------------------- | ---------- | ------- | ------ |
| 13/10/01 | Astelena, Éibar               | Nagore     | Xala    | 22-12  |
| 13/10/01 | Municipal de Najera, Nájera   | Armendariz | Rai     | 22-21  |
| 12/10/01 | Ogueta, Vitoria               | Esain      | Etxaniz | 22-21  |
| 19/10/01 | Municipal de Bergara, Vergara | Patxi Ruiz | Elkoro  | 22-06  |

## Segunda ronda de Asegarce
| Fecha    | Frontón y localidad               | Rojo        | Azul       | Tanteo |
| -------- | --------------------------------- | ----------- | ---------- | ------ |
| 26/10/01 | Municipal de Balmaseda, Valmaseda | Nagore      | Armendariz | 22-13  |
| 27/10/01 | Astelena, Éibar                   | Esain       | Patxi Ruiz | 22-18  |
| 25/10/01 | Baztan, Elizondo                  | Agirre      | Galarza V  | 18-22  |
| 26/10/01 | Labrit, Pamplona                  | Olaizola II | Tirapu     | 22-07  |

## Tercera ronda de Asegarce
| Fecha    | Frontón y localidad  | Rojo       | Azul        | Tanteo |
| -------- | -------------------- | ---------- | ----------- | ------ |
| 02/11/01 | , Sangüesa           | Olaizola I | Nagore      | 10-22  |
| 03/11/01 | Astelena, Éibar      | Goñi II    | Esain       | 10-22  |
| 01/11/01 | Adarraga, Logroño    | Titin III  | Galarza V   | 22-08  |
| 02/11/01 | Madalensoro, Oyarzun | Koka       | Olaizola II | 06-22  |

## Octavos de final de Asegarce
| Fecha    | Frontón y localidad | Rojo     | Azul        | Tanteo |
| -------- | ------------------- | -------- | ----------- | ------ |
| 10/11/01 | Astelena, Éibar     | Capellan | Nagore      | 22-14  |
| 09/11/01 | Adarraga, Logroño   | Alustiza | Esain       | 16-22  |
| 09/11/01 | Adarraga, Logroño   | Unanue   | Titín III   | 22-17  |
| 11/11/01 | , Cegama            | Otaegi   | Olaizola II | 07-22  |

## Cuartos de final de Asegarce
| Fecha    | Frontón y localidad           | Rojo     | Azul        | Tanteo |
| -------- | ----------------------------- | -------- | ----------- | ------ |
| 15/11/01 |                               | Barriola | Capellán    | 22-06  |
| 17/11/01 | Astelena, Éibar               | Eugi     | Esain       | 21-22  |
| 16/11/01 | Municipal de Bergara, Vergara | Lasa III | Unanue      | 10-22  |
| 17/11/01 | Labrit, Pamplona              | Beloki   | Olaizola II | 07-22  |

## Semifinal de Asegarce
| Fecha    | Frontón y localidad | Rojo     | Azul   | Tanteo |
| -------- | ------------------- | -------- | ------ | ------ |
| 23/11/01 |                     | Barriola | Unanue | 22-13  |

## Final
| Fecha    | Frontón y localidad | Rojo       | Azul     | Tanteo |
| -------- | ------------------- | ---------- | -------- | ------ |
| 23/12/01 | Ogueta, Vitoria     | Patxi Eugi | Barriola | 10-22  |